# Showtime
Showtime ist ein US-amerikanischer Pay-TV-Sender des Kabelfernsehen-Networks Showtime Networks Inc. (SNI). Ursprünglich aus Viacom entstanden, gehört Showtime heute zu Paramount Global.

## Geschichte und Programm
Showtime zeigt hauptsächlich Spielfilme sowie eigenproduzierte Fernsehserien und gelegentlich Boxwettkämpfe. Der Sender startete, ursprünglich als Dienst der damaligen Viacom, am 1. Juli 1976 im regionalen Kabelnetz von Dublin (Kalifornien). Am 7. März 1978 begann die landesweite Ausstrahlung per Satellit als direkter Mitbewerber zu HBO.
1979 verkaufte Viacom 50 % von Showtime an TelePrompTer, die zwei Jahre später von Westinghouse Electric übernommen wurden und ihre Showtime-Anteile 1982 wieder zurück an Viacom verkauften. Im Jahr darauf wurden Showtime und The Movie Channel von Warner-Amex Satellite Entertainment zu Showtime Networks, Inc. zusammengeschlossen.
Im Dezember 1984 hat Showtime seinen ersten selbst produzierten Spielfilm, The Ratings Game von und mit Danny DeVito, ausgestrahlt. 1990 begann Showtime damit, Independent-Kurzfilme zu kaufen und als Erstausstrahlung im Rahmen ihrer Reihe 30-Minute Movie im Fernsehen zu zeigen. Eine der frühen Erstausstrahlungen, der Science-Fiction-Kurzfilm 12:01 PM mit Kurtwood Smith, wurde sogar für den Oscar nominiert. Später erweiterte Showtime seine Einkäufe auf abendfüllende Spielfilme, z. B. Adrian Lynes von Kritikern gelobte Adaption von Lolita.
Anfang der 2000er Jahre begann Showtime damit, weitere Multiplex-Kanäle wie Showtime Too, Showcase, Showtime Beyond und Showtime Extreme zu starten. Hinzu kamen Kanäle wie Showtime Family Zone, Showtime Next und Showtime Women, die erstmals exklusiv über das digitale Kabelnetz verfügbar gemacht wurden. Heute gehören zu Showtime Networks auch die Sender The Movie Channel und Flix, gemeinsam mit der Smithsonian Institution betreibt Showtime außerdem die Smithsonian Networks.
Showtime war eines der ersten Kabel-Networks, das die Ausstrahlung in HDTV und Dolby Digital einführte. Vor einigen Jahren begann man damit, ein pauschales Abonnement für Video-on-Demand in einem Pilotprojekt anzubieten, das inzwischen als Showtime On Demand als reguläres Angebot verfügbar ist.
2005 wurde Showtime ein Tochterunternehmen der heutigen CBS Corporation, dem Rechtsnachfolger der vorigen Viacom.

## Sendungen (Auswahl)
Dies ist eine unvollständige Auflistung der größtenteils auch im deutschsprachigen Raum bekannten Fernsehserien, die Showtime selbst produziert hat.
Aktuelle Serien
- Billions (seit 2016)
- The Chi (seit 2018)
- Couples Therapy (seit 2019)

Ehemalige Serien
- Poltergeist – Die unheimliche Macht (1996–1999)
- Stargate – Kommando SG-1 (1997–2002; bis einschließlich Staffel 5, danach SciFi-Channel)
- Queer as Folk (2000–2005)
- Free for All (2003)
- Dead Like Me – So gut wie tot (2003–2004)
- The L Word – Wenn Frauen Frauen lieben (2004–2009)
- Fat Actress (2005)
- Sleeper Cell (2005–2006)
- Masters of Horror (2005–2007)
- Weeds – Kleine Deals unter Nachbarn (2005–2012)
- Dexter (2006–2013)
- Die Tudors (2007–2010)
- Californication (2007–2014)
- Taras Welten (2009–2011)
- Nurse Jackie (2009–2015)
- The Big C (2010–2013)
- Homeland (2011–2020)
- Shameless (2011–2021)
- Die Borgias (2011–2013)
- Web Therapy (2011–2014)
- Episodes  (2011–2017)
- House of Lies (2012–2016)
- Ray Donovan (2013–2020)
- Masters of Sex (2013–2016)
- The Affair (2014–2019)
- Years of Living Dangerously (2014, 9-teilige Doku-Serie)
- Penny Dreadful (2014–2016)
- Happyish (2015)
- Roadies (2016)
- Patrick Melrose (2018)
- The L Word: Generation Q (2019–2023)
- Work in Progress (2019–2021)
- Your Honor (2020–2021)

## Boxen
Showtime ist der zweitgrößte Pay-TV-Sender der USA, zeigt auch Profiboxen, ist aber deutlich finanzschwächer als HBO und muss daher oft mit Kämpfen der Boxer vorliebnehmen, auf deren Ausstrahlung HBO verzichtet.
Da der Sender ab und zu aber einzelne Boxer wie David Tua oder Mike Tyson fest unter Vertrag nimmt und nicht bei anderen Sendern kämpfen lässt, wird die Ausstrahlung bei HBO verhindert oder deutlich verzögert.

## Sender

### National
In den Vereinigten Staaten bietet Showtime mehrere Sender an, die jeweils einen eigenen Themenbereich abdecken.
- Showtime (auch als HDTV): Serien aus Eigenproduktionen, Hollywood-Hits, Sport
- Showtime 2 (auch als HDTV): Serien aus Eigenproduktionen, Sport
- Showtime Showcase: Spielfilme, ausgewählte Serien und Specials
- Showtime Beyond: Spielfilme (Science-Fiction, Fantasy und Horror)
- Showtime Extreme: Filme und Serien (Action, Martial Arts, Thriller, Western)
- Showtime Next: Dokumentationen, Musik und Comedy
- Showtime Family Zone: Familientaugliche Unterhaltung (jugendfreie Sendungen)
- Showtime Women: Zielgerichtet für das weibliche Publikum
- The Movie Channel (auch als HDTV): Kinofilme, Kultklassiker und Independentfilme
- Smithsonian Channel: Wissenschaft, Kultur und Geschichte
- Showtime On Demand: Video-on-Demand

### International
Showtime hat auch in einigen anderen Ländern eigene Sender bzw. ihren Namen an andere Sender lizenziert.
- Showtime Australia
- Showtime Arabia (Naher Osten, Nordafrika, Levante)
- Showtime Scandinavia (Nordische Länder)
- Showtime Extreme (Spanien)